# Monday Night
Monday Night è un'espressione inglese, riferita ad eventi sportivi in programma per la serata del lunedì.

## Storia
L'origine storica risale al 21 settembre 1970, quando l'ABC mandò in onda per la prima volta Monday Night Football: il programma trasmetteva in diretta gli incontri del campionato nazionale di football. L'idea — il cui punto di forza risiede nel conferire un maggior risalto all'evento rispetto alla tradizionale programmazione — fu poi ripresa anche nelle altre leghe, interessando la pallacanestro e il baseball. Riguardò inoltre gli sport di lotta trasmessi in forma di spettacolo, tra cui pugilato e wrestling.
Sul fronte europeo, la diffusione del Monday Night è in particolare legata al calcio. Tale scelta — legata più ad esigenze televisive che non agonistiche — non ha mancato di generare attriti.